# Audi S8
De Audi S8 is een sportieve versie van de Audi A8.

## Eerste generatie (D2)
Het eerste model kwam in 1996 op de markt op basis van de A8 D2, hier ontbraken nog de karakteristieke aluminium spiegels waaraan een S8 te herkennen is. Vanaf 1998 hebben de modellen deze spiegels wel. De S8 is er in twee versies, handgeschakeld zes-versnellingsbak en vijf-traps automatische versnellingsbak Tiptronic genoemd. Beide versies hebben een 4,2-liter V8-motor tot 1999 met vierkleppentechniek en vanaf 1999 met vijfkleppentechniek die 250 kW (340 pk) en 410 Nm respectievelijk 265 kW (360 pk) en 430 Nm levert. In 5,5 seconden sprint de auto van 0 tot 100 km/h. Vanaf 1999 was dit 265 kW (360 pk) en 430 Nm, hiermee sprint de auto een tiende sneller naar de 100 km/h (5,4 seconden). Dit model heeft standaard het Audi quattro vierwielaandrijvingsysteem.

### Gegevens
|                      | S8                  | S8                  | S8                  | S8                  |
| -------------------- | ------------------- | ------------------- | ------------------- | ------------------- |
| Bouwtijd             | 1996-1999           | 1996-1999           | 1999-2002           | 1999-2002           |
| Motor                | V8                  | V8                  | V8                  | V8                  |
| Cilinderinhoud       | 4172 cm³            | 4172 cm³            | 4172 cm³            | 4172 cm³            |
| Kleppen per cilinder | 4                   | 4                   | 5                   | 5                   |
| Vermogen             | 340 pk (250 kW)     | 340 pk (250 kW)     | 360 pk (265 kW)     | 360 pk (265 kW)     |
| Koppel               | 410 Nm bij 3500 tpm | 410 Nm bij 3500 tpm | 430 Nm bij 3400 tpm | 430 Nm bij 3400 tpm |
| Transmissie          | 6-bak               | 5-traps tiptronic   | 6-bak               | 5-traps tiptronic   |
| Gewicht              | 1720 kg             | 1750 kg             | 1730 kg             | 1750 kg             |
| 0-100 km/h           | 5,5 s               | 6,8 s               | 5,4 s               | 6,6 s               |
| Topsnelheid          | 250 km/h (begrensd) | 250 km/h (begrensd) | 250 km/h (begrensd) | 250 km/h (begrensd) |
| Verbruik             | 14,3 l/100 km       | 14,9 l/100 km       | 13,7 l/100 km       | 13,9 l/100 km       |
| CO2-uitstoot         | 343 g/km            | 358 g/km            | 329 g/km            | 334 g/km            |

## Tweede generatie (D3)
De tweede generatie van de Audi S8 kwam in 2006 op de markt op basis van de Audi A8 D3. De auto heeft een 5,2-liter V10-motor met directe benzine inspuiting en levert 331 kW (450 pk) bij 7.000 tpm en 540 Nm koppel bij 3.500 tpm. De 5.2 V10 FSI is gebaseerd op de oude V10 van de Lamborghini Gallardo en verscheen later ook in de Audi S6, maar dan met respectievelijk 435 pk. De boring werd vergroot tot Audi's standaard van 84,5 mm en alle bewegende onderdelen werden vervangen, alleen het aluminium onderblok komt overeen met de Lamborghini V10 die tevens door Audi gebouwd wordt. Deze nieuwe 5,2-liter V10-motor werd later ook toegepast in de Lamborghini Gallardo LP560-4 en Audi R8. De motor werd voorzien van directe benzine inspuiting wat gelijk ook een hoge compressieverhouding mogelijk maakt (12,5:1). Andere vernieuwingen zijn onder andere variabele kleptiming, een inlaatspruitstuk met aanvoerbuizen van variabele lengte en kleppen in de luchtinlaat voor optimalisering van de aangevoerde lucht. Dit alles zorgt ervoor dan het maximale koppel over een zeer breed toerenbereik beschikbaar is.
Over een sprint van 0 tot 100 km/h doet de S8 5,1 seconden en de auto is zoals gebruikelijk begrensd op 250 km/h. Deze begrenzing komt voort uit het 'Gentlemen's Agreement' tussen Audi, Mercedes-Benz en BMW. Ook dit model is standaard voorzien van quattro vierwielaandrijving en is alleen leverbaar met een zes-traps Tiptronic-automaat. De concurrentie komt uit de hoek van de Mercedes-Benz S 63 AMG, hoewel deze meer op comfort is afgestemd.

### Gegevens
|                      | S8                  |
| -------------------- | ------------------- |
| Bouwtijd             | 2006-2010           |
| Motor                | V10                 |
| Cilinderinhoud       | 5204 cm³            |
| Kleppen per cilinder | 4                   |
| Vermogen             | 450 pk (331 kW)     |
| Koppel               | 540 Nm bij 3500 tpm |
| Transmissie          | 6-traps tiptronic   |
| Gewicht              | 1940 kg             |
| 0-100 km/h           | 5,1 s               |
| Topsnelheid          | 250 km/u (begrensd) |
| Verbruik             | 13,4 l/100 km       |
| CO2-uitstoot         | 319 g/km            |

## Derde generatie (D4)
De derde generatie Audi S8 werd op de IAA 2011 in Frankfurt voorgesteld. De auto maakt gebruik van een compleet nieuwe motor, een 4,0-liter V8 TFSI-motor. 
De motor wordt net als in de A8 modellen gekoppeld aan een 8-traps tiptronic automaat van ZF. De quattro vierwielaandrijving is standaard aanwezig en optioneel uit te breiden met sportdifferentieel die de kracht actief verdeelt over de wielen.
Een sprint van 0 naar 100 km/h legt de S8 af in 4,2 seconden en de topsnelheid is zoals gebruikelijk begrensd op 250 km/h. Het gemiddelde verbruik bedraagt 10,2 l/100 km.

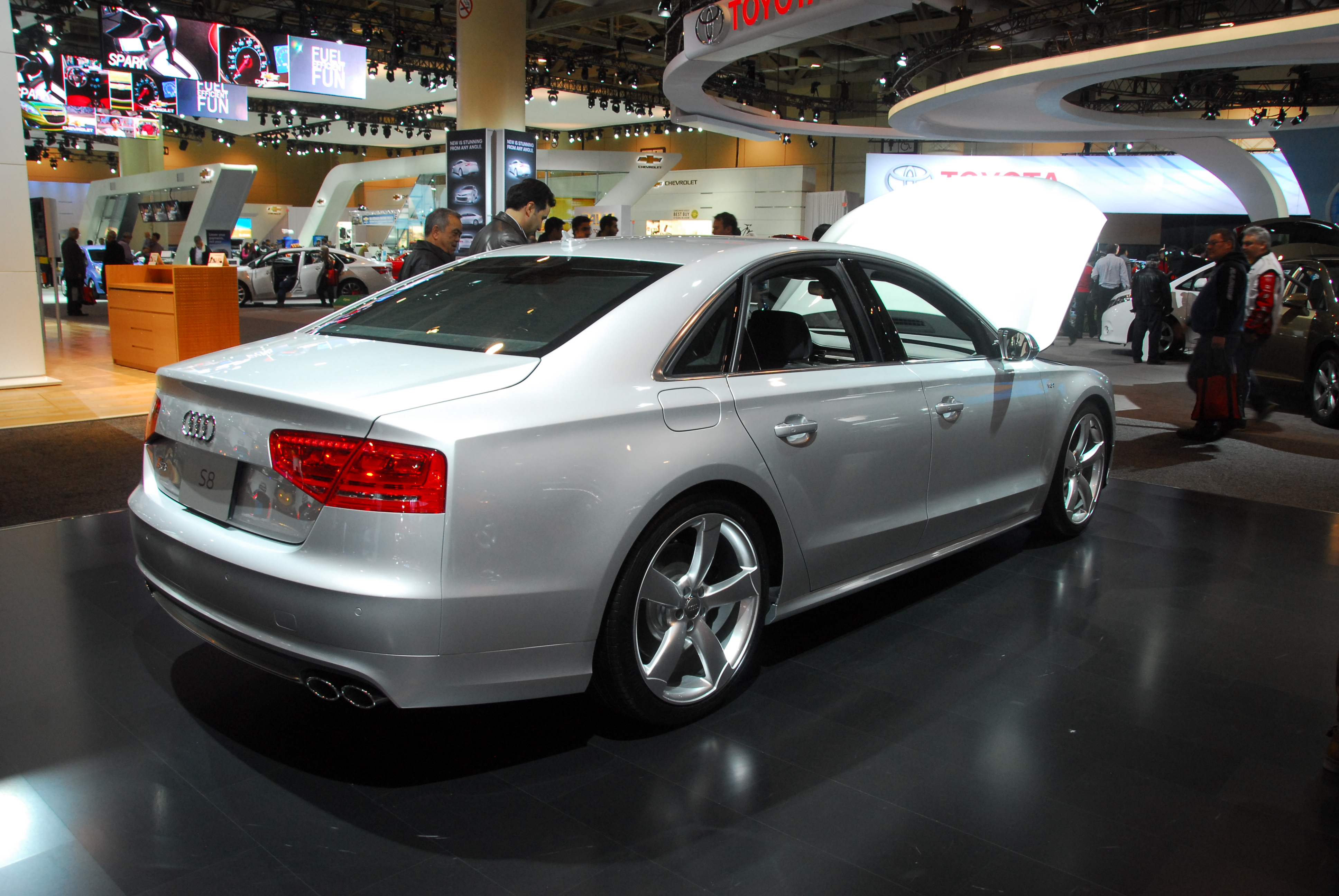
Audi S8 D4 achterzijde

### Gegevens
|                      | S8 4.0 TFSI              | S8 plus 4.0 TFSI         |                   |
| -------------------- | ------------------------ | ------------------------ | ----------------- |
| Bouwtijd             | 2012-2017                | 2015-2017                |                   |
| Motor                | V8                       | V8                       |                   |
| Cilinderinhoud       | 3993 cm³                 | 3993 cm³                 |                   |
| Kleppen per cilinder | 4                        | 4                        |                   |
| Vermogen             | 520 pk (382 kW)          | 605 pk (445 kW)          |                   |
| Koppel               | 650 Nm bij 1700-5500 tpm | 750 Nm bij 2500-5500 tpm |                   |
| Transmissie          | 8-traps tiptronic        | 8-traps tiptronic        | 8-traps tiptronic |
| Gewicht              | 2050-2065 kg             | 2065 kg                  |                   |
| 0-100 km/h           | 4,1-4,2 s                | 3,8 s                    |                   |
| Topsnelheid          | 250 km/u (begrensd)      | 305 km/u                 |                   |
| Verbruik             | 9,4 l/100 km             | 10,0l/100 km             |                   |
| CO2-uitstoot         | 225-235 g/km             | 231 g/km                 |                   |

## Vierde generatie (D5)
De vierde generatie Audi S8 werd eind 2019 geïntroduceerd. In tegenstelling tot de vorige generaties die alleen werden gebouwd op de A8-variant met korte wielbasis, is de D5-generatie beschikbaar in zowel korte als lange wielbasis, waarbij Noord-Amerika alleen de S8 met lange wielbasis heeft (S8 L). De wagen wordt aangedreven door een vierliter biturbo V8-benzinemotor met 420 kW (571 pk).

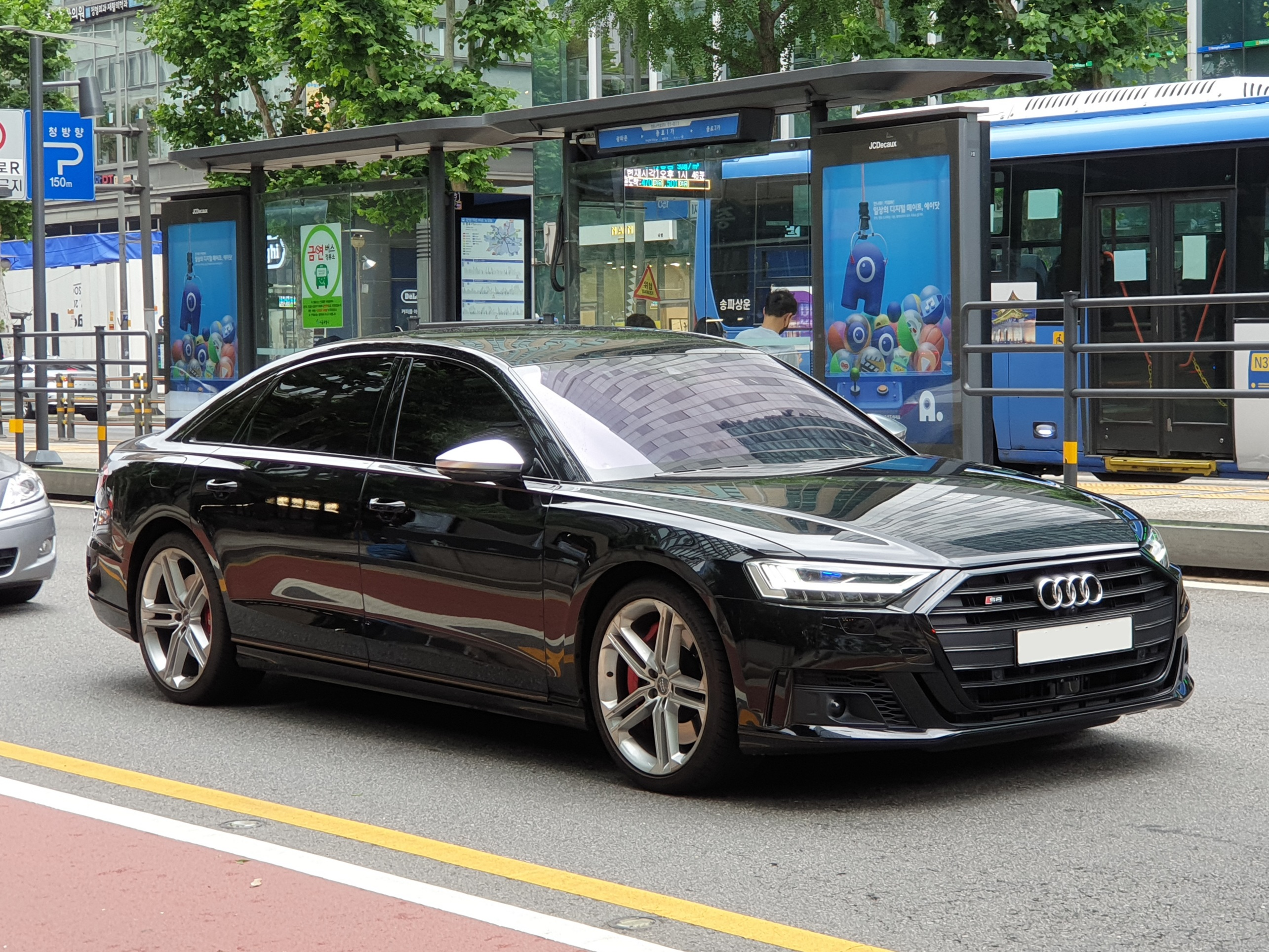
Audi S8 L
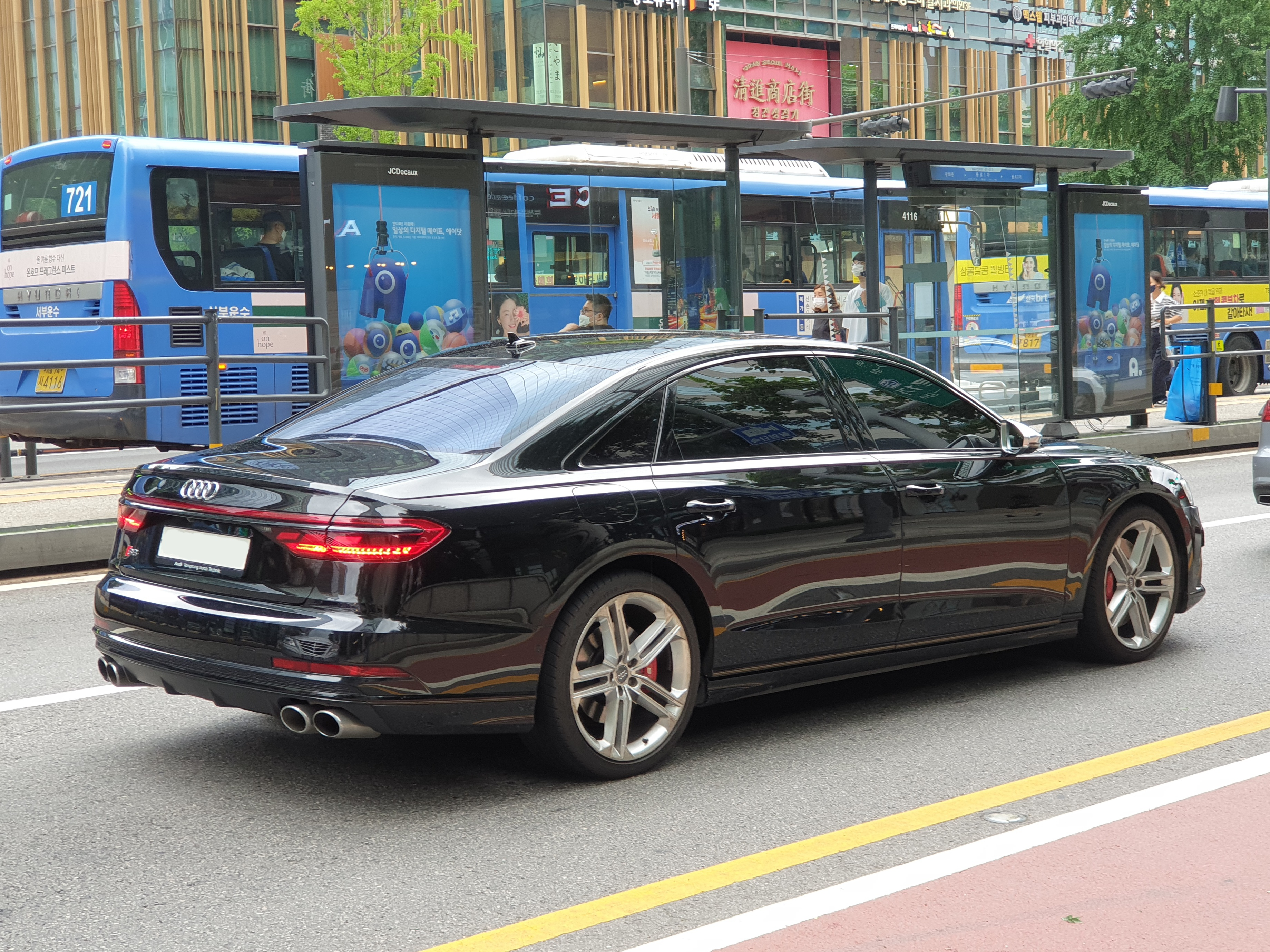
Audi S8 L, achteraanzicht

De wagen is uitgerust met een Traffic Jam Pilot, een nieuwe functie bestaande uit autonoom rijden van niveau 3 waarmee de auto in het drukke verkeer op de snelweg tot 60 km/u kan rijden zonder enige hulp van de bestuurder. Deze functie is niet beschikbaar op de Amerikaanse markt vanwege de ingewikkelde wettelijke voorschriften.
In 2021 kreeg de vierde generatie S8 een facelift met haakvormige koplampen en een groter radiatorrooster. Tot de standaaduitrusting behoren voortaan ook een sportdifferentieel, dynamische vierwielbesturing en predictive active suspension, waarbij de ophanging van elk individueel wiel via een elektromotor bijgesteld kan worden om de positie van het chassis in elke rijsituatie te reguleren.

### Gegevens
|                      | S8 TFSI                  | S8 TFSI                  | S8 TFSI                  |
| -------------------- | ------------------------ | ------------------------ | ------------------------ |
| Bouwtijd             | 2019-2020                | 2020-2021                | 2021-                    |
| Motor                | V8                       | V8                       | V8                       |
| Cilinderinhoud       | 3996 cm³                 | 3996 cm³                 | 3996 cm³                 |
| Kleppen per cilinder | 4                        | 4                        | 4                        |
| Vermogen             | 571 pk (420 kW)          | 571 pk (420 kW)          | 571 pk (420 kW)          |
| Koppel               | 800 Nm bij 2000-4500 tpm | 800 Nm bij 2050-4500 tpm | 800 Nm bij 2050-4500 tpm |
| Transmissie          | 8-traps tiptronic        | 8-traps tiptronic        | 8-traps tiptronic        |
| Gewicht              | 2305 kg                  | 2305 kg                  | 2295 kg                  |
| 0-100 km/h           | 3,8 s                    | 3,8 s                    | 3,8 s                    |
| Topsnelheid          | 250 km/h (begrensd)      | 250 km/h (begrensd)      | 250 km/h (begrensd)      |
| Verbruik             | 11,3 l/100 km            | 10,7 l/100 km            | 11,5 l/100 km            |
| CO2-uitstoot         | 258 g/km                 | 245 g/km                 | 261 g/km                 |